# Henry Tate
Henry Tate, anche conosciuto come Sir Henry Tate, 1º baronetto (White Coppice, 11 marzo 1819 – Londra, 5 dicembre 1899), è stato un imprenditore e collezionista d'arte inglese noto per aver fondato la Tate Britain di Londra.

## Biografia
Nato a White Coppice, un villaggio vicino a Chorley (Lancashire), Tate era figlio di un sacerdote unitarianista di nome William Tate e di Agnes nata Booth. Quando aveva 13 anni, Henry divenne apprendista in un negozio di generi alimentari di Liverpool e, dopo un apprendistato di sette anni, fu in grado di aprire il suo negozio. La sua attività ebbe successo e riuscì a diventare una catena di sei negozi quando egli aveva 35 anni. Nel 1859 Tate divenne partner della raffineria di zucchero John Wright & Co. e, due anni più tardi, decise di vendere la sua attività alimentare. Nel 1869 Tate acquisì il totale controllo della compagnia e la ribattezzò Henry Tate & Sons. Nel 1872 acquistò un brevetto del tedesco Eugen Langen per fabbricare zollette di zucchero e, nello stesso anno, costruì una nuova raffineria a Liverpool. Nel 1877 Tate aprì un'altra raffineria a Silvertown, a Londra, ancora oggi attiva. All'epoca, gran parte dell'area di Silvertown era ancora paludosa. Tate era un uomo modesto e riservato, noto per la sua preoccupazione per le condizioni lavorative dei suoi dipendenti e fece costruire il Tate Institute di fronte alla sua Thames Refinery, comprendente un bar e una sala da ballo per la ricreazione dei lavoratori.
Tate divenne rapidamente un milionario e approfittò della sua ricchezza per fare molte importanti donazioni. Nel 1889 cedette al governo britannico la sua collezione di 65 dipinti contemporanei a condizione che fossero esposti in una galleria adatta, per la costruzione della quale donò anche 80.000 sterline. La National Gallery of British Art, oggi conosciuta come Tate Britain, fu aperta il 21 luglio 1897, sull'area un tempo occupata dalla prigione di Millbank.
Tate donò all'Harris Manchester College 5.000 sterline per promuovere la "teoria e l'arte della predicazione" e, nel 1885, cedette 20.000 sterline all'ospedale omeopatico Hahnemann di Liverpool. Con i suoi finanziamenti, Tate cercò di supportare soprattutto la salute e l'istruzione e donò 42.500 sterline all'Università di Liverpool, 3.500 sterline al Bedford College di Londra e 5.000 sterline per finanziare la costruzione di una biblioteca gratuita a Streatham. Ulteriori disposizioni furono fatte per le biblioteche di Balham, South Lambeth e Brixton. Diede anche 8.000 sterline alla Royal Infirmary di Liverpool e 5.000 sterline al Queen Victoria Jubilee Institute (oggi Queen's Institute for District Nurses).

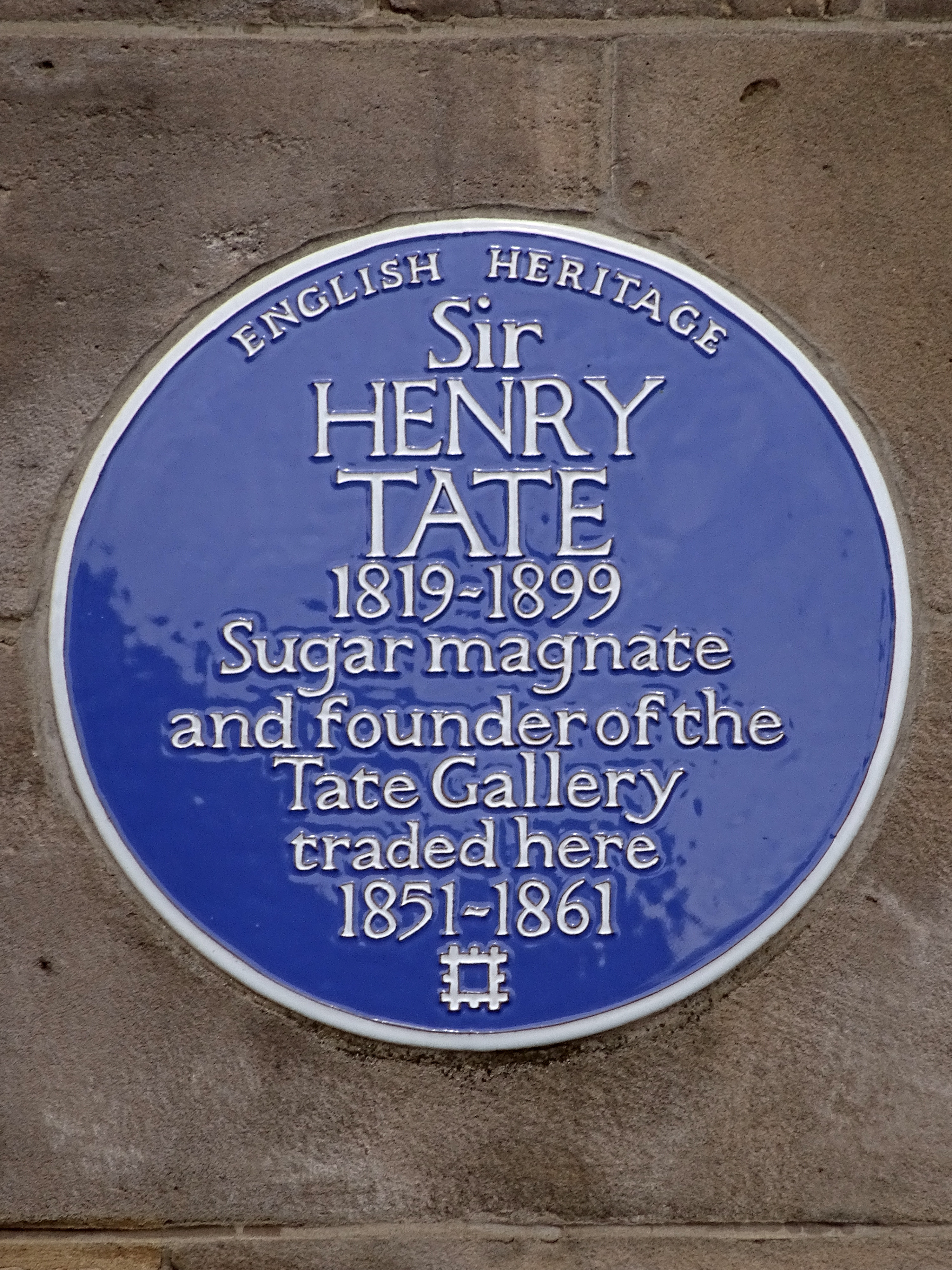
Targa commemorativa dedicata a Henry Tate

Tate fu nominato baronetto il 27 giugno 1898. Aveva rifiutato questo titolo più di una volta fino a quando, dopo aver speso £ 150.000 per costruire la Millbank Gallery, che aveva donato alla nazione insieme alla sua collezione d'arte, gli fu detto che la famiglia reale si sarebbe offesa se avesse rifiutato di nuovo. Henry Tate morì l'anno seguente a Stretham, Londra. Fu sepolto nel West Norwood Cemetery, a Londra, i cui cancelli sono posti di fronte alla biblioteca pubblica finanziata dal filantropo.
Nel 1921, dopo la morte di Tate, la Henry Tate & Sons si fuse con l'azienda di Abram Lyle per formare la Tate & Lyle. Nel 2001, fu inaugurata una targa blu che commemora Sir Henry sul sito del suo primo negozio in 42 Hamilton Street, a Birkenhead.

## Vita privata
Tate sposò Jane Wignall il 1º marzo 1841 a Liverpool ed ebbe tre figli. Viveva a Park Hill, a Streatham Common, nel sud di Londra. Dopo la morte di Tate, Park Hill divenne dapprima un convento e successivamente, intorno al 2004, un alloggio.